# Noch fünf Minuten Mutti
Noch fünf Minuten Mutti ist das zweite Studioalbum der deutschen Hip-Hop- und Electropunk-Band Deichkind, das im September 2002 erschien.

## Entstehung und Veröffentlichung
Die Erstveröffentlichung von Noch fünf Minuten Mutti erfolgte am 30. September 2002 bei Showdown Records. Das Album erschien in seiner Originalausführung als CD mit 22 Titeln (Katalognummer: 5050466-0852-2-1). Am 25. September 2020 erschien das Album als „Jubiläums Edition“ bei BMG Rights Management, dabei wurde es auch erstmals als LP-Ausführung veröffentlicht (Katalognummer: 405053839206).
Geschrieben und produziert wurden die Lieder alle durch die Deichkind-Mitglieder Philipp Grütering (Kryptik Joe), Sebastian Hackert, Bartosch Jeznach (Buddy Buxbaum) und Malte Pittner. Es ist das erste Album, nachdem Hackert dazugestoßen war. Dieser übernahm dabei auch die Abmischung.

## Stil
Bei Noch fünf Minuten Mutti handelt es sich um das letzte klassische Hip-Hop-Album der Band.

## Titelliste
| Nr. | Titel                      | Länge | Art           |
| --- | -------------------------- | ----- | ------------- |
| 01. | Introduction d’Allemagne   | 1:39  | Intro         |
| 02. | Crew vom Deich             | 3:41  | normales Lied |
| 03. | Gebor’n für das!           | 3:03  | normales Lied |
| 04. | Geheimnis                  | 4:06  | normales Lied |
| 05. | Gib mir mehr               | 1:00  | Skit          |
| 06. | Pling Pling                | 2:16  | normales Lied |
| 07. | Prof. Dr. Gerhardt Köpke   | 1:16  | Skit          |
| 08. | Königlich Royal            | 4:11  | normales Lied |
| 09. | Tarantuhla in the darkness | 1:23  | normales Lied |
| 10. | Wer sind die Goern?        | 3:46  | normales Lied |
| 11. | La Playa                   | 4:12  | normales Lied |
| 12. | Sex im Kopf                | 3:18  | normales Lied |
| 13. | Caravane d’Emotion         | 2:48  | Instrumental  |
| 14. | Devils fist                | 1:51  | Skit          |
| 15. | Drogenrausch               | 3:00  | normales Lied |
| 16. | Zellmoser                  | 2:32  | Skit          |
| 17. | Limit                      | 3:02  | normales Lied |
| 18. | Günther 2002               | 0:47  | Skit          |
| 19. | Pferd im Stall             | 3:51  | normales Lied |
| 20. | Da wo                      | 3:15  | normales Lied |
| 21. | Dwen (Kollege von Shane)   | 3:35  | Skit          |
| 22. | Im Untergrund zu haus      | 1:19  | Skit/Outro    |

## Singleauskopplungen
| Jahr | Titel | Höchstplatzierung, Gesamtwochen, AuszeichnungChartplatzierungen (Jahr, Titel, , Platzierungen, Wochen, Auszeichnungen, Anmerkungen) | Höchstplatzierung, Gesamtwochen, AuszeichnungChartplatzierungen (Jahr, Titel, , Platzierungen, Wochen, Auszeichnungen, Anmerkungen) | Höchstplatzierung, Gesamtwochen, AuszeichnungChartplatzierungen (Jahr, Titel, , Platzierungen, Wochen, Auszeichnungen, Anmerkungen) | Anmerkungen                           |
| Jahr | Titel | DE | AT | CH | Anmerkungen                           |
| ---- | ----- | --- | --- | --- | ------------------------------------- |
| 2002 | Limit | DE21 (9 Wo.)DE | AT25 (10 Wo.)AT | CH95 (1 Wo.)CH | Erstveröffentlichung: 26. August 2002 |

## Rezensionen
Die Rezension von Stefan Johannesberg von laut.de hebt hervor, dass „die Hanseaten sich oft (gewollt) an der Schmerzgrenze des Zumutbaren“ bewegen. „Wer eher auf derbe Flows und Skillz steht, führt Deichkind also weiterhin auf seiner 'Wackiest Crew'-Liste.“ Leser und Redaktion bewerteten das Album mit vier von fünf Sternen.

## Chartplatzierungen
| ChartsChartplatzierungen | Höchstplatzierung | Wochen |
| ------------------------ | ----------------- | ------ |
| Deutschland (GfK)        | 17 (4 Wo.)        | 4      |
| Österreich (Ö3)          | 56 (3 Wo.)        | 3      |